# Arachnoquake
Arachnoquake, in Deutschland auch veröffentlicht unter den Langtiteln Arachnoquake – Die Welt wird beben in Angst! oder Spider War – Das Leben ist hier nicht das Schlimmste..., ist ein US-amerikanischer Tierhorror-Katastrophenfilm von Griff Furst aus dem Jahr 2012.

## Handlung
Aufgrund von Hydraulic Fracturing kommt es in New Orleans zu einem heftigen Erdbeben, das die komplette Stadt in Trümmer verwandelt. Zurück bleiben außerdem gigantische Erdrisse. Die wenigen Überlebenden werden schon bald von großen Albino-Spinnen angegriffen, die aus den Erdrissen kriechen. Sie können auf Wasser laufen und Feuer spucken.
Eine Gruppe wird in einem Bus von den Spinnen attackiert. Sie stoppen an einer Drogerie, um sich mit Insektenspray zu bewaffnen. Leider sind die Spinnen immun gegen das Gift und einige aus der Gruppe werden von den Spinnen getötet. Die Gruppe beschließt, sich zurück zum Bus zu kämpfen und dann den Hafen anzusteuern. Nachdem sie einige Verluste hinnehmen mussten, teilt sich die Gruppe auf und ein Teil gelangt auf ein Boot. Die Verbleibenden im Bus werden durch Spinnfäden im Bus eingeschlossen. Das Boot sinkt wenig später nach einem Spinnenangriff in der Nähe eines Waldes.
Soldaten haben nun die Stadt erreicht und befreien die im Bus eingesperrten Leute vor den Spinnen. Die Überlebenden vom Boot treffen auf dem Festland auf die Biologin Katelynn, die vorschlägt, eine Spinne zu fangen, um sie untersuchen zu können. Nachdem eine Spinne erfolgreich gefangen und untersucht wurde, teilt die Biologin der Gruppe ihre Ergebnisse mit. Sie hat herausgefunden, dass es sich um prähistorische Spinnen handelt, die durch das Erdbeben befreit wurden. Außerdem ist das Leben aller Spinnen an das Leben der Spinnenkönigin geknüpft. Tötet man diese, sterben alle anderen auch.
In einer Höhle finden sie ein Spinnennest. Allerdings schafft es die Königin, sich in die Stadt zu retten. Dort webt sie ein weiteres, noch größeres Spinnennest. Mit Dynamit wird dieses zerstört. In der Explosion kommt die Spinnenkönigin ums Leben.

## Hintergrund
Der Film wurde direkt für den DVD-Vertrieb veröffentlicht und wurde am 23. Juni 2012 erstmals im US-amerikanischen Fernsehen ausgestrahlt. Der Filmtitel ist ein Kofferwort aus Arachnida, altgriechisch für Spinnentiere und Earthquake, englisch für Erdbeben.

## Kritik
Der Deutsche Filmdienst urteilte: „Monströse Spinnen werden durch Erdstöße um ihre prähistorische Ruhe gebracht und kriechen aus den Erdspalten der Tiefe, um sich an Einwohnern und Touristen von New Orleans gütlich zu tun. Ausgesprochen billiger (Fernseh-)Action-Horrorfilm, weder formal noch inhaltlich bemerkenswert.“
Cinema bewerte den Film als: „Miese Synchro – lässt sich aber auch ohne Ton gucken.“
Kino.de schrieb: „Der Syfy Channel führt das Erbe der trashigen Monsterfilme aus den 50er Jahre fort mit diesem gutgelaunten Tierhorrorabenteuer, einer Verkettung liebgewonnener Genre-Klischees mit diesmal recht effektiver Tricktechnik nach typischer Art des Hauses. Das katastrophenerprobte New Orleans stellt die Kulisse, die Monster, ob noch klein oder schon groß, erhalten reichlich Screentime, und trotz hohem Bodycount herrscht ein durchweg heiterer Grundton.“

## Trivia
- Der Film wurde am 22. Juli 2016 auf Tele 5 als Teil des Sendeformats Die schlechtesten Filme aller Zeiten ausgestrahlt.